# Eğirdir
Eğirdir je mesto, jezero in okrožje v provinci Isparta v sredozemskem delu Turčije.

## Ime
Mesto in jezero sta se v preteklosti imenovala Eğridir. Ime je poturčeno starogrško ime Akrotiri. Ker naziv Eğridir  v turščini pomeni biti »skrivljen« ali »upognjen«, so v 1980. letih zamenjali vrstni red črk »i« »r« in iz imena zbrisali negativni prizvok. Novi naziv Eğirdir spominja na predenje in cvetje. Mnogo Turkov za oba toponima še vedno uporablja njuno staro ime.

## Zgodovina
Mesto so ustanovili Hetiti, potem pa so ga okoli leta 1200 pr. n. št. zasedli Frigijci. Slednje so kasneje porazili Lidijci, Lidijce Perzijci in Perzijce Aleksander Veliki. Rimljani so mesto imenovali Prostanna, Bizantinci pa  Akrotiri, kar pomeni polotok. V bizantinskem obdobju je bil v mestu sedež škofije. Mesto so okoli leta 1080 zasedli Seldžuki in ga obdržali do leta 1280, ko ga je pleme Hamidoğulları izbralo za prestolnico svojega emirata. Emirat je trajal do leta 1381. V 14. stoletju je Eğirdir obiskal maroški svetovni potnik Ibn Batuta in ga opisal kot »veliko in gosto naseljeno mesto z bogatimi bazarji, potoki, drevesi in sadovnjaki, ki stoji na obali sladkovodnega jezera«. Leta 1417 so mesto zasedli osmanski Turki. Do 1920. let so v mestu živeli predvsem pravoslavni Grki.

## Opis
Mesto leži med jezerom Eğirdir in goro Sivri. V mestu je grad,  katerega naj bi zgradil lidijski kralj Krez (vladal 560 pr. n. št. do okoli 547 pr. n. št.), dograjevali pa Rimljani, Bizantinci in Seldžuki.
Leta 2010 je imelo  19.417 prebivalcev, v poletnih mesecih pa  njihovo število znatno povečajo številni turisti. Domačini se ukvarjajo tudi z ribištvom na jezeru Eğirdir.
Na jezeru je majhen otok Yeşil Ada - Zeleni otok, povezan z mestom s kratkim nasipom za pešce. Na njem  je več restavracij, hotelov, penzionov in nekaj zasebnih stanovanjskih hiš. V preteklosti je bila na njem grška vas, od katere je ostalo samo nekaj kamnitih hiš.